# Pic Simón Bolívar
Ne doit pas être confondu avec Pico Bolívar.
Le pic Simón Bolívar est le second sommet le plus élevé de Colombie. Ce pic qui fait partie du massif de la Sierra Nevada de Santa Marta mesure 5 774 m et est situé à une cinquantaine de kilomètres de la côte donnant sur la mer des Caraïbes.
Il est assez difficile de déterminer si ce pic est moins haut que son jumeau, le pic Cristóbal Colón mais dans la majorité des ouvrages le pic Cristóbal Colón est donné comme plus élevé, la différence entre les deux étant d'un mètre.